# Урало-Монгольський геосинклінальний пояс

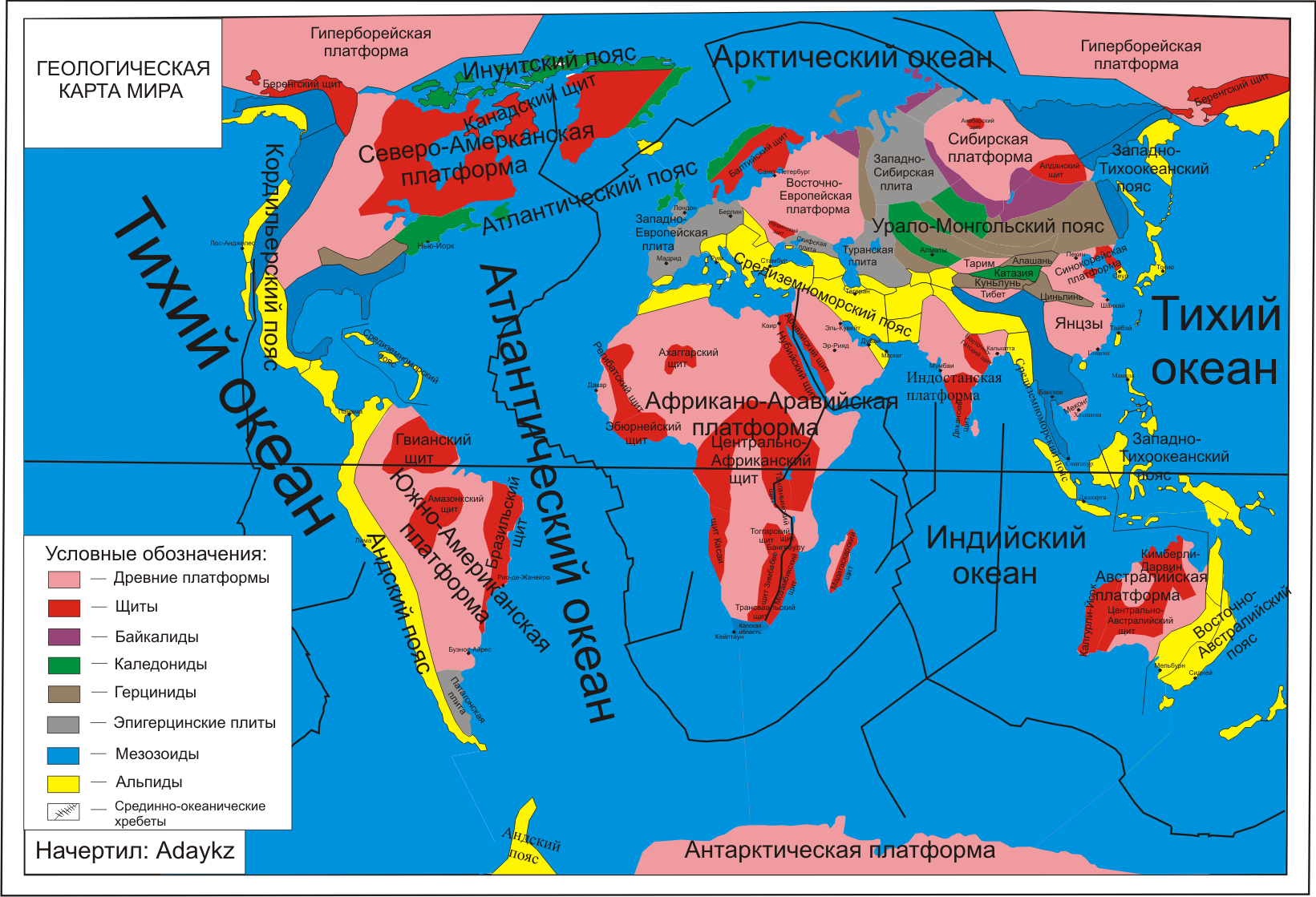
Складчасті пояси на мапі світу

Урало-Монгольський складчастий геосинклінальний пояс — тектонічно рухомий пояс земної кори, що займає внутрішньоконтинентальне положення і протягується від Уралу через Центральну Азію до узбережжя Тихого океану.

## Локалізація
На заході обмежений Східно-Європейською, на північному сході — Сибірською і на півдні — Китайсько-Корейською платформами. На південному заході пояс зчленовується з Середземноморським геосинклінальним поясом, на сході — з Тихоокеанським геосинклінальним поясом. До складу поясу входять складчасті споруди Уралу, Центрального Казахстану, Тянь-Шаню, Алтаю, Саян і Монголії.

## Розвиток
Утворення на місці Урало-Монгольського складчастого геосинклінального поясу складчастих споруд відбувалося протягом декількох епох тектогенезу; найбільше значення мали: байкальська епоха в кінці докембрію (півд. обрамлення Сибірської платформи), салаїрськая епоха (Сх. частина Алтає-Саянської обл., Півн. Монголія), каледонська епоха в силурі (Центральний Казахстан, Північний Тянь-Шань, Алтай, Західний Саян) і герцинська епоха в пізньому палеозої (Урал, Південний Тянь-Шань, гори Південної Монголії).
У мезозої Урало-Монгольський складчастий геосинклінальний пояс перетворився на молоду платформу. В цілому складчастість мігрувала в часі від Сибірської платформи до південних і західних околиць поясу; сх. частина поясу, що належить до Центрального Казахстану і Алтає-Саянської обл., має мозаїчну будову складчастих структур, зах. і півд. (Урал і Тянь-Шань) — лінійну будову з широким розвитком тектонічних покривів. Для всіх стадій розвитку У.-М. с.г. п. характерний інтенсивний магматизм.
У всіх зонах представлені магматичні комплекси ультраосновного й основного складу, що формувалися в океанічних умовах. До орогенних періодів у девоні й у пізньому палеозої приурочені впровадження великих масивів гранітів і великі наземні вулканічні виливи.

## Гірські породи і корисні копалини
У всіх зонах представлені магматичні комплекси ультраосновного і основного складу (офіоліти), що формувалися в океанічних умовах (по їх розповсюдженню може бути реконструйований стародавній Палеоазійський океан, що існував в палеозої на місці У.-М. с.г. п.). До орогенних періодів в девоні і в пізньому палеозої приурочені впровадження великих масивів гранітів і великі наземні вулканічні проявлення. Відомі також родовища руд заліза, міді, золота, свинцю, цинку, олова, вольфраму тощо. Крім того, відомі родовища платини, хрому, а також поклади кам'яного вугілля.